# Jasna Ptujec
Jasna Ptujec je bivša hrvatska rukometašica, osvajačica zlatne medalje na Olimpijskim igrama u Los Angelesu 1984. godine.